# Musée d'Art de Soleure
Le musée d'Art de Soleure (en allemand : Kunstmuseum Solothurn), est un musée d'art situé en Suisse, à Soleure.
Fondé en 1902, sous le titre de musée de l'Art et des Sciences, il comprenait à l'époque un département d'histoire naturelle qui présentait des pièces rapportées par les explorateurs des anciennes colonies. Ce département a été transféré dans les années 1970 au musée d'Histoire naturelle de Soleure.

## Collections
Le musée d'Art de Soleure réunit des collections d'art parmi les plus importantes de Suisse. Ce sont des œuvres des maîtres suisses du XIXe et du XXe siècle, mais aussi des tableaux majeurs de la fin du Moyen Âge et toute une collection d'art moderne suisse (Cuno Amiet, Giovanni Giacometti, Ferdinand Hodler, ...) et étranger (Cézanne, Matisse, Van Gogh, etc.).

## Illustrations

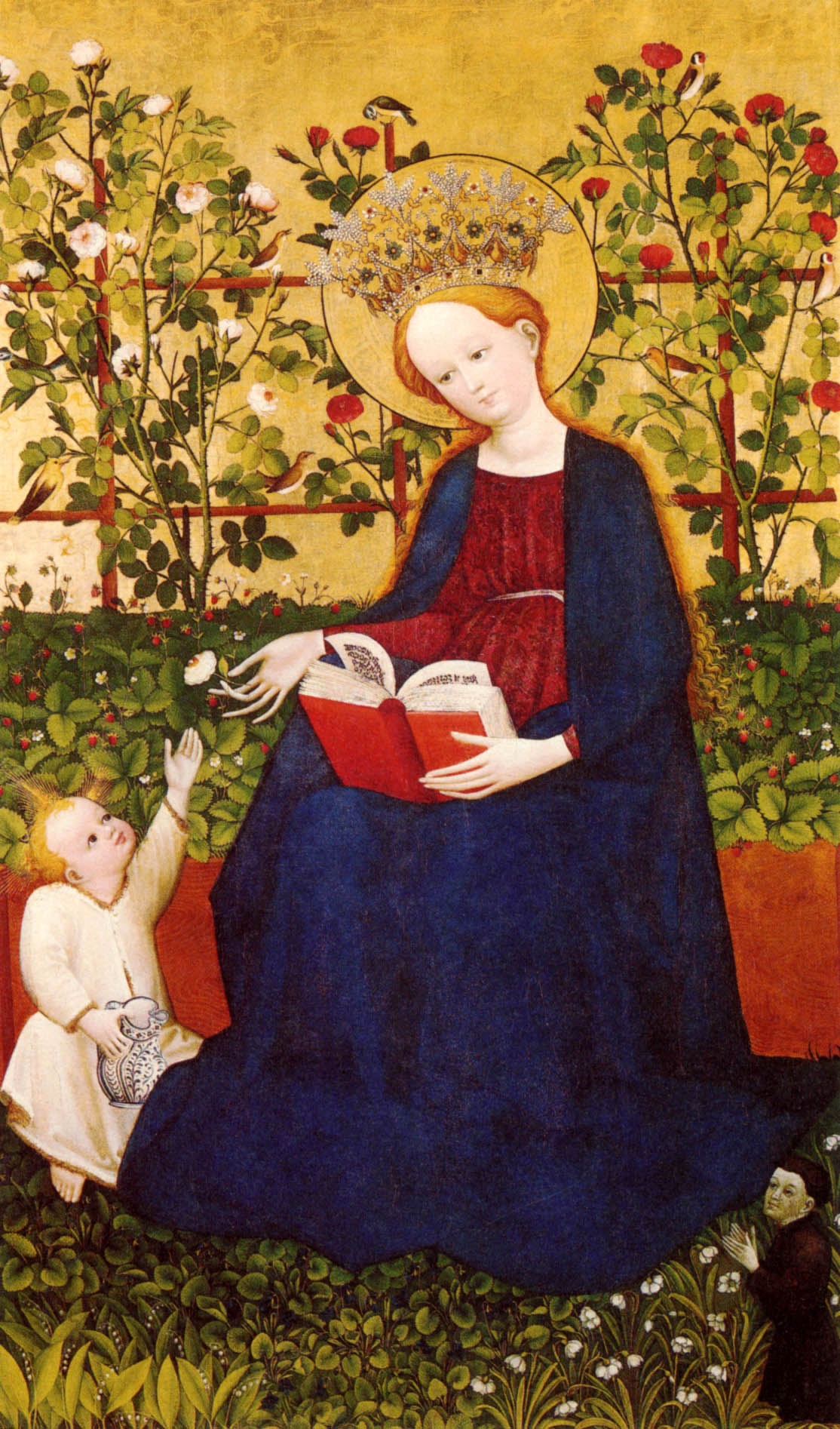
La Vierge à l'Enfant aux fraises (Maître du Haut-Rhin, entre 1420 et 1430)
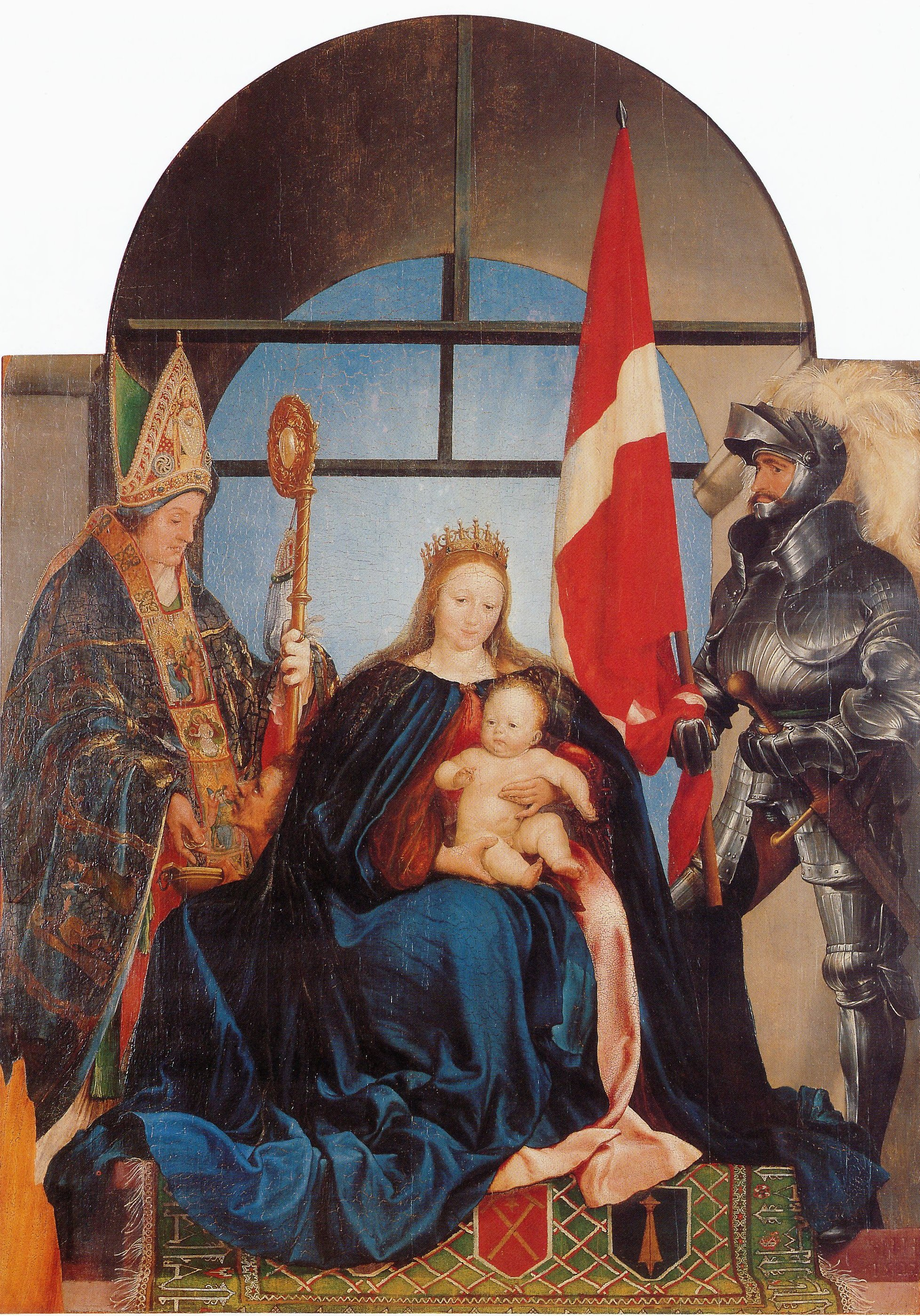
La Vierge de Soleure (Hans Holbein le Jeune, 1522)
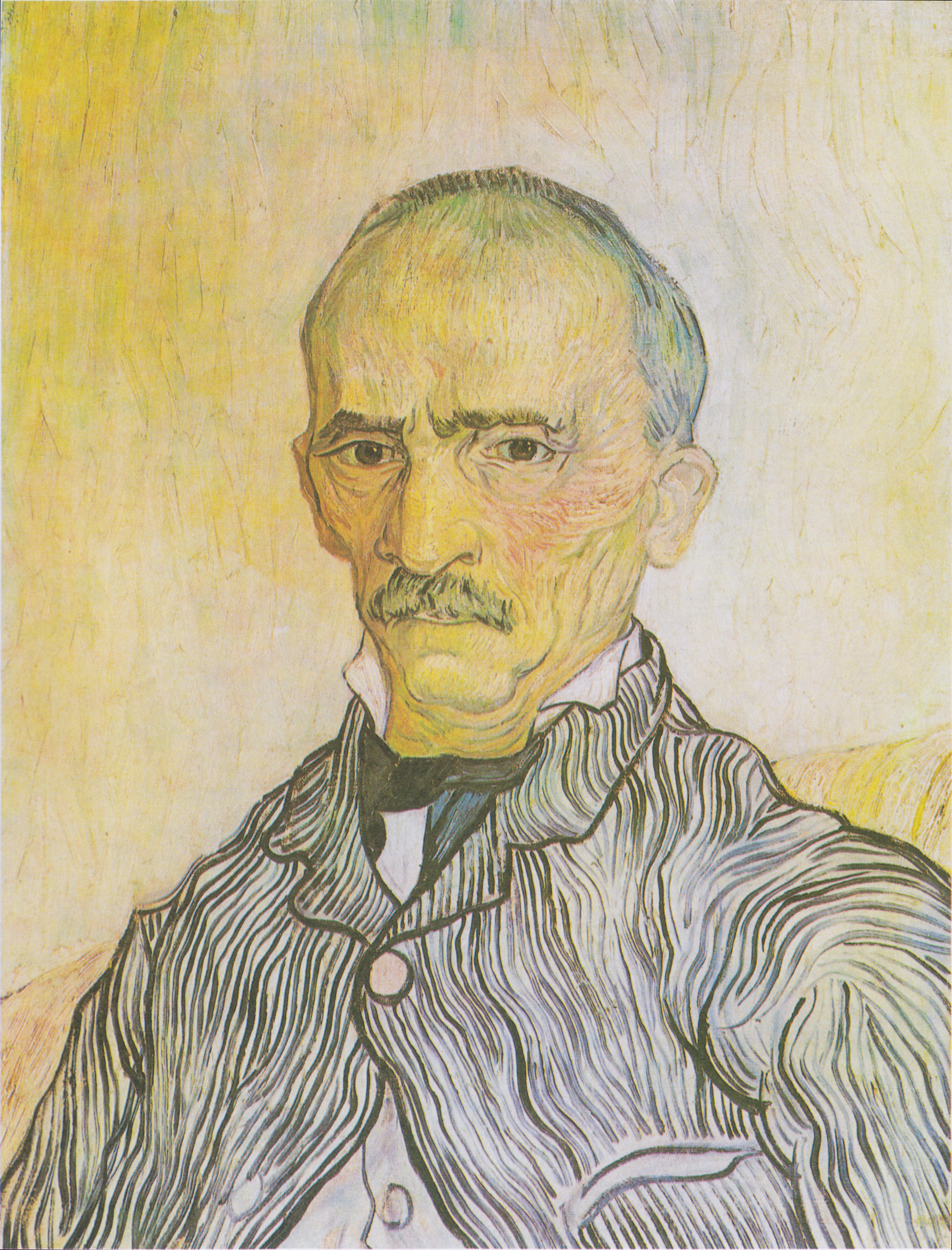
Van Gogh : Portrait du surveillant-en-chef Trabuc (1889)
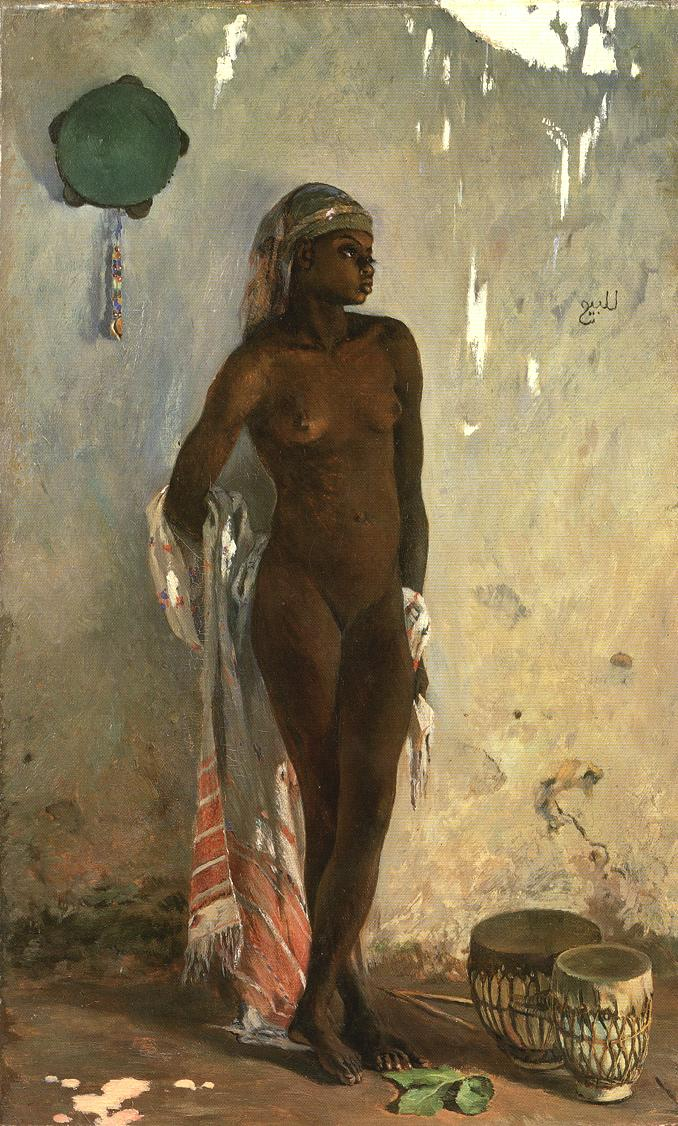
Frank Buchser : Esclave nue au tambourin (1880)